# لاوالت (ویرجینیای غربی)
لاوالت(به انگلیسی: Lavalette) شهری در ایالت ویرجینیای غربی کشور ایالات متحده آمریکا است که جمعیت آن در سرشماری سال ۲۰۱۰ میلادی، ۱٬۰۷۳ نفر بوده‌است.